# La Calzina
La Calzina és una masia del terme municipal de Calders, al Moianès. Pertany a la parròquia de Sant Vicenç de Calders. Està situada a 596 metres d'altitud, en el sector nord-oriental del terme, al nord de la masia de Reixac.

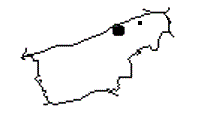
Situació de la Calzina respecte de Calders

El topònim és romànic medieval o modern. Derivat de calç, ha sofert el fenomen de sonorització de la fricativa alveolar, de manera que ha passat de «calcina» —la forma que li pertocaria— a «calzina».